# ФК «Рома» в сезоні 1932—1933
ФК «Рома» в сезоні 1932—1933 — сезон італійського футбольного клубу «Рома».

## Склад
| № | Поз. | Нац.   | Гравець            |
| - | ---- | ------ | ------------------ |
|   | ВР   | Італія | Гвідо Мазетті      |
|   | ВР   | Італія | Леоніда Палотта    |
|   | ВР   | Італія | Джованні Дзукка    |
|   | ЗХ   | Італія | Ренато Бодіні      |
|   | ЗХ   | Італія | Джорджо Карпі      |
|   | ЗХ   | Італія | Анджело Пазоліні   |
|   | ЗХ   | Італія | Аттіліо Маттеї     |
|   | ПЗ   | Італія | Фульвіо Бернардіні |
|   | ПЗ   | Італія | Назарено Челестіні |
|   | ПЗ   | Італія | Раффаеле Д'Аквіно  |

| № | Поз. | Нац.      | Гравець                  |
| - | ---- | --------- | ------------------------ |
|   | ПЗ   | Італія    | Бруно Дугоні             |
|   | ПЗ   | Італія    | Чезаре Августо Фазанеллі |
|   | ПЗ   | Італія    | Аттіліо Ферраріс         |
|   | ПЗ   | Аргентина | Ніколас Ломбардо         |
|   | ПЗ   | Італія    | Франко Скарамеллі        |
|   | НП   | Італія    | Ельвіо Банкеро           |
|   | НП   | Аргентина | Артуро Кіні Лудуенья     |
|   | НП   | Італія    | Раффаеле Костантіно      |
|   | НП   | Італія    | Фернандо Еусебіо         |
|   | НП   | Італія    | Родольфо Волк            |

## Серія A

### Матчі
| 18 вересня 1932 16:00 CEST 1 тур |

| «Рома»               | 2:0      | «Казале» |
| -------------------- | -------- | -------- |
| Банкеро 16' Волк 81' | Протокол |          |

| Кампо Тестаччо Арбітр: Мастелларі |

| 25 вересня 1932 2 тур |

| «Мілан»         | 2:1      | «Рома»         |
| --------------- | -------- | -------------- |
| Романі 46', 79' | Протокол | 33' Костантіно |

| Сан-Сіро, Мілан Арбітр: Турбіані |

| 2 жовтня 1932 15:00 CEST 3 тур |

| «Рома»                                            | 4:0      | «Трієстіна» |
| ------------------------------------------------- | -------- | ----------- |
| Костантіно 14' Банкеро 20' Кіні 31' Фазанеллі 86' | Протокол |             |

| Кампо Тестаччо Арбітр: Акілле Піцціоло |

| 9 жовтня 1932 4 тур |

| «Ювентус»    | 1:0      | «Рома» |
| ------------ | -------- | ------ |
| Чезаріні 61' | Протокол |        |

| Корсо Марсілья, Турин Арбітр: Маріо Чамберліні |

| 16 жовтня 1932 15:00 CEST 5 тур |

| «Рома»         | 1:1      | «Падова»    |
| -------------- | -------- | ----------- |
| Костантіно 87' | Протокол | 69' Тансіні |

| Кампо Тестаччо Арбітр: Барлассіна |

| 23 жовтня 1932 15:00 CEST 6 тур |

| «Лаціо»                    | 2:1      | «Рома»   |
| -------------------------- | -------- | -------- |
| А.Демарія 46' Кастеллі 85' | Протокол | 63' Волк |

| Стадіо Націонале, Рим Арбітр: Карраро |

| 6 листопада 1932 14:30 CET 7 тур |

| «Рома» | 0:0      | «Болонья» |
| ------ | -------- | --------- |
|        | Протокол |           |

| Кампо Тестаччо Арбітр: Барлассіна |

| 14 листопада 1932 14:30 CET 8 тур |

| «Палермо» | 0:2      | «Рома»                         |
| --------- | -------- | ------------------------------ |
|           | Протокол | 4' (аг.) Дзіролі 44' Фазанеллі |

| Стадіо дель Літторіо, Палермо Арбітр: Карраро |

| 20 листопада 1932 14:30 CET 9 тур |

| «Рома»   | 1:0      | «Барі» |
| -------- | -------- | ------ |
| Кіні 44' | Протокол |        |

| Кампо Тестаччо Арбітр: Дані |

| 4 грудня 1932 14:30 CET 10 тур |

| «Про Патрія»                 | 1:3      | «Рома»     |
| ---------------------------- | -------- | ---------- |
| Волк 10', 50' Костантіно 86' | Протокол | Лоетті 75' |

| Стадіо Карло Спероне Арбітр: Карраро |

| 11 грудня 1932 14:30 CET 11 тур |

| «Рома»                                        | 4:2      | «Фіорентіна»             |
| --------------------------------------------- | -------- | ------------------------ |
| Костантіно 19', 69' Фазанеллі 54' Еусебіо 61' | Протокол | 9' А.Борель 86' Галлуцці |

| Кампо Тестаччо Арбітр: Маріо Чамберліні |

| 18 грудня 1932 14:30 CET 12 тур |

| «Наполі» | 1:2      | «Рома»               |
| -------- | -------- | -------------------- |
| Вояк 47' | Протокол | 46' Еусебіо 67' Волк |

| Джорджо Аскареллі, Неаполь Арбітр: Барлассіна |

| 8 січня 1933 13 тур |

| «Торіно»     | 1:1      | «Рома»   |
| ------------ | -------- | -------- |
| Д.Бузоні 37' | Протокол | 15' Волк |

| Філадельфія, Турин Арбітр: Меландрі |

| 15 січня 1933 14 тур |

| «Рома»  | 1:3      | «Дженоа»                         |
| ------- | -------- | -------------------------------- |
| Волк 8' | Протокол | 10' Спозіто 52' Сала 55' Стабіле |

| Кампо Тестаччо Арбітр: Карраро |

| 22 січня 1933 15 тур |

| «Рома»        | 1:0      | «Алессандрія» |
| ------------- | -------- | ------------- |
| Фазанеллі 61' | Протокол |               |

| Кампо Тестаччо Арбітр: Ренато Джанні |

| 29 січня 1933 16 тур |

| «Амброзіана-Інтер»                   | 3:2      | «Рома»            |
| ------------------------------------ | -------- | ----------------- |
| Серантоні 5' Меацца 48' Візентін 65' | Протокол | 44' Кіні 85' Волк |

| Арена Чівіка Арбітр: Ф.Маттеа |

| 5 лютого 1933 17 тур |

| «Рома»             | 2:0      | «Про Верчеллі» |
| ------------------ | -------- | -------------- |
| Костантіно 7', 33' | Протокол |                |

| Кампо Тестаччо Арбітр: Джованні Гонані |

| 19 січня 1933 18 тур |

| «Казале»    | 1:1      | «Рома»         |
| ----------- | -------- | -------------- |
| Челорія 50' | Протокол | 36' Скарамеллі |

| Натале Паллі Арбітр: Меландрі |

| 7 лютого 1933 19 тур |

| «Рома»                                    | 4:0      | «Мілан» |
| ----------------------------------------- | -------- | ------- |
| Волк 9' Фазанеллі 23' Костантіно 40', 65' | Протокол |         |

| Кампо Тестаччо Арбітр: Скорцоні |

| 5 березня 1933 20 тур |

| «Трієстіна» | 1:1      | «Рома»   |
| ----------- | -------- | -------- |
| Палумбо 8'  | Протокол | 50' Кіні |

| Кампо дель Літторіо, Трієст Арбітр: Маріо Чамберліні |

| 12 березня 1933 15:00 CET 21 тур |

| «Рома» | 0:1      | «Ювентус»    |
| ------ | -------- | ------------ |
|        | Протокол | 46' Ф.Борель |

| Кампо Тестаччо Арбітр: Меландрі |

| 19 березня 1933 22 тур |

| «Падова»   | 1:1      | «Рома»         |
| ---------- | -------- | -------------- |
| Співак 14' | Протокол | 90' Бернардіні |

| Сільвіо Аппіані, Падуя Арбітр: Кайроні |

| 26 березня 1933 23 тур |

| «Рома»                                   | 3:1      | «Лаціо»       |
| ---------------------------------------- | -------- | ------------- |
| Костантіно 21' Фазанеллі 64' Еусебіо 87' | Протокол | 77' А.Демарія |

| Кампо Тестаччо Арбітр: Амадео Гварнері |

| 9 квітня 1933 24 тур |

| «Болонья»                 | 2:2      | «Рома»                  |
| ------------------------- | -------- | ----------------------- |
| Регуццоні 56' Ск'явіо 62' | Протокол | 12' Костантіно 75' Волк |

| Стадіо Літторале Арбітр: Маріо Чамберліні |

| 16 квітня 1933 16:00 CEST 25 тур |

| «Рома»                    | 3:0      | «Палермо» |
| ------------------------- | -------- | --------- |
| Волк 18' Еусебіо 30', 90' | Протокол |           |

| Кампо Тестаччо Арбітр: Скарпі |

| 23 квітня 1933 26 тур |

| «Барі» | 0:2      | «Рома»                    |
| ------ | -------- | ------------------------- |
|        | Протокол | 18' Ферреро 70' Фазанеллі |

| Кампо дельї Спорт, Барі Арбітр: Карраро |

| 30 квітня 1933 27 тур |

| «Рома»         | 1:1      | «Про Патрія» |
| -------------- | -------- | ------------ |
| Костантіно 42' | Протокол | 38' Дальфіні |

| Кампо Тестаччо Арбітр: Феруччіо Бонівенто |

| 21 травня 1933 28 тур |

| «Фіорентіна» | 0:0      | «Рома» |
| ------------ | -------- | ------ |
|              | Протокол |        |

| Стадіо Джованні Берта, Флоренція Арбітр: Барлассіна |

| 25 травня 1933 29 тур |

| «Рома»        | 1:1      | «Наполі»    |
| ------------- | -------- | ----------- |
| Фазанеллі 65' | Протокол | 43' Гравізі |

| Кампо Тестаччо Арбітр: Турбіані |

| 28 травня 1933 30 тур |

| «Рома»                                                                 | 7:1      | «Торіно»  |
| ---------------------------------------------------------------------- | -------- | --------- |
| Еусебіо 12' (48), 74' Фазанеллі 26', 50' Бернардіні 47' Костантіно 62' | Протокол | 35' Прато |

| Кампо Тестаччо Арбітр: Кайроні |

| 4 червня 1933 31 тур |

| «Дженоа»                         | 2:1      | «Рома»                |
| -------------------------------- | -------- | --------------------- |
| Казанова 9' Орландіні 17' (пен.) | Протокол | 44' (пен.) Костантіно |

| Кампо Марассі, Генуя Арбітр: Нерео Бертолі |

| 11 червня 1933 32 тур |

| «Алессандрія»           | 2:2      | «Рома»              |
| ----------------------- | -------- | ------------------- |
| Корнара 1' Ріккарді 67' | Протокол | 38' Дугоні 77' Волк |

| Кампо Дель Літторіо, Алессандрія Арбітр: Кайроні |

| 18 червня 1933 16:00 CEST 33 тур |

| «Рома» | 0:1      | «Амброзіана-Інтер» |
| ------ | -------- | ------------------ |
|        | Протокол | 44' Меацца         |

| Кампо Тестаччо Арбітр: Бевілаква |

| 25 червня 1933 34 тур |

| «Про Верчеллі»                       | 3:1      | «Рома»      |
| ------------------------------------ | -------- | ----------- |
| Казаліно 4' Траверса 41' Черутті 89' | Протокол | 17' Еусебіо |

| Стадіо Леоніда Роббіано, Верчеллі Арбітр: Луїджі Мацца |

## Статистика гравців
| №. | Поз. | Нац.      | Гравець                  | Всього | Всього | Чемпіонат Італії | Чемпіонат Італії |
| №. | Поз. | Нац.      | Гравець                  | Ігор   | Голів  | Ігор             | Голів            |
| -- | ---- | --------- | ------------------------ | ------ | ------ | ---------------- | ---------------- |
|    |      | Італія    | Гвідо Мазетті            | 34     | -35    | 34               | -35              |
|    |      | Італія    | Джованні Дзукка          | 0      | 0      | 0                | -0               |
|    |      | Італія    | Леоніда Палотта          | 0      | 0      | 0                | -0               |
|    |      | Італія    | Ренато Бодіні            | 30     | 0      | 30               | 0                |
|    |      | Італія    | Джорджо Карпі            | 9      | 0      | 9                | 0                |
|    |      | Італія    | Анджело Пазоліні         | 33     | 0      | 33               | 0                |
|    |      | Італія    | Аттіліо Маттеї           | 4      | 0      | 4                | 0                |
|    |      | Італія    | Фульвіо Бернардіні       | 33     | 2      | 33               | 2                |
|    |      | Італія    | Назарено Челестіні       | 0      | 0      | 0                | 0                |
|    |      | Італія    | Раффаеле Д'Аквіно        | 7      | 0      | 7                | 0                |
|    |      | Італія    | Бруно Дугоні             | 32     | 1      | 32               | 1                |
|    |      | Італія    | Чезаре Августо Фазанеллі | 29     | 9      | 29               | 9                |
|    |      | Італія    | Аттіліо Ферраріс         | 27     | 0      | 27               | 0                |
|    |      | Аргентина | Ніколас Ломбардо         | 2      | 0      | 2                | 0                |
|    |      | Італія    | Франко Скарамеллі        | 24     | 1      | 24               | 1                |
|    |      | Італія    | Ельвіо Банкеро           | 12     | 2      | 12               | 2                |
|    |      | Аргентина | Артуро Кіні Лудуенья     | 16     | 4      | 16               | 4                |
|    |      | Італія    | Раффаеле Костантіно      | 33     | 15     | 33               | 15               |
|    |      | Італія    | Фернандо Еусебіо         | 19     | 9      | 19               | 9                |
|    |      | Італія    | Родольфо Волк            | 30     | 12     | 30               | 12               |

## Резерв
Другий склад «Роми» того сезону виступав у групі G Першого дивізіону чемпіонату Італії, третього за рівнем дивізіону країни, який був поділений на 9 груп. Команда посіла третє місце в своїй групі серед 14 команд.
| Місце | Команда         | О  | І  | В  | Н  | П | МЗ | МП | Р   |
| ----- | --------------- | -- | -- | -- | -- | - | -- | -- | --- |
| 1.    | Перуджа         | 40 | 26 | 16 | 8  | 2 | 49 | 19 | +30 |
| 2.    | «Фоліньйо»      | 37 | 26 | 17 | 3  | 6 | 47 | 27 | +20 |
| 3.    | «Рома-В»        | 35 | 26 | 14 | 7  | 5 | 52 | 32 | +20 |
| 4.    | «Альма Ювентус» | 30 | 26 | 10 | 10 | 6 | 38 | 37 | +1  |